# Мехен

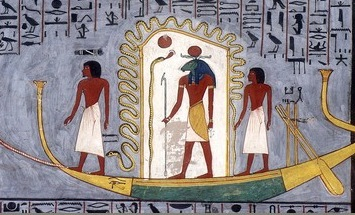
Мехен звивається навколо Хнума-Ра. Фреска з гробниці Рамсеса I (KV16)

Мехен (дав. єгип. Той, хто оточує) — бог в давньоєгипетській міфології.

## Походження
Найбільш ранні відомості про це божество стали з'являтися в Текстах Саркофагів.
Мехен був богом-захисником і зображаався у вигляді змія, що звивається навколо бога сонця Ра, під час його нічної подорожі по Дуату.У німецько-єгипетському словнику Р. Ханнінга говориться, що Мехен або Мехенет це змія, що являє собою еквівалент Уробороса.

## Зв'язок між богом-змієм і грою «Мехен»
Точний зв'язок між богом-змієм і грою Мехен не встановлено. Також невідомо, чи веде своє походження гра від імені божества або ж навпаки — ім'я божества походить від назви гри.
Відомо, що об'єкт, відомий як «Мехен», зображує гру, а не релігійний фетиш. Вивчені фрески гробниць і дошки для ігор наочно продемонстрували це. Початкові правила і методи гри невідомі. Правила гри, які існують нині, ґрунтуються лише на тому, як можна було б грати в цю гру.